# Orthosphenia mexicana
Orthosphenia mexicana es la única especie del género monotípico Orthospenia,  perteneciente a la familia de las celastráceas. Es  originaria de  México donde se encuentra en Tamaulipas y Nuevo León entre Miquihuana y Doctor Arroyo.

## Taxonomía
Orthosphenia mexicana fue descrita por Paul Carpenter Standley y publicado en Contributions from the United States National Herbarium 23(3): 684. 1923.

## Galería

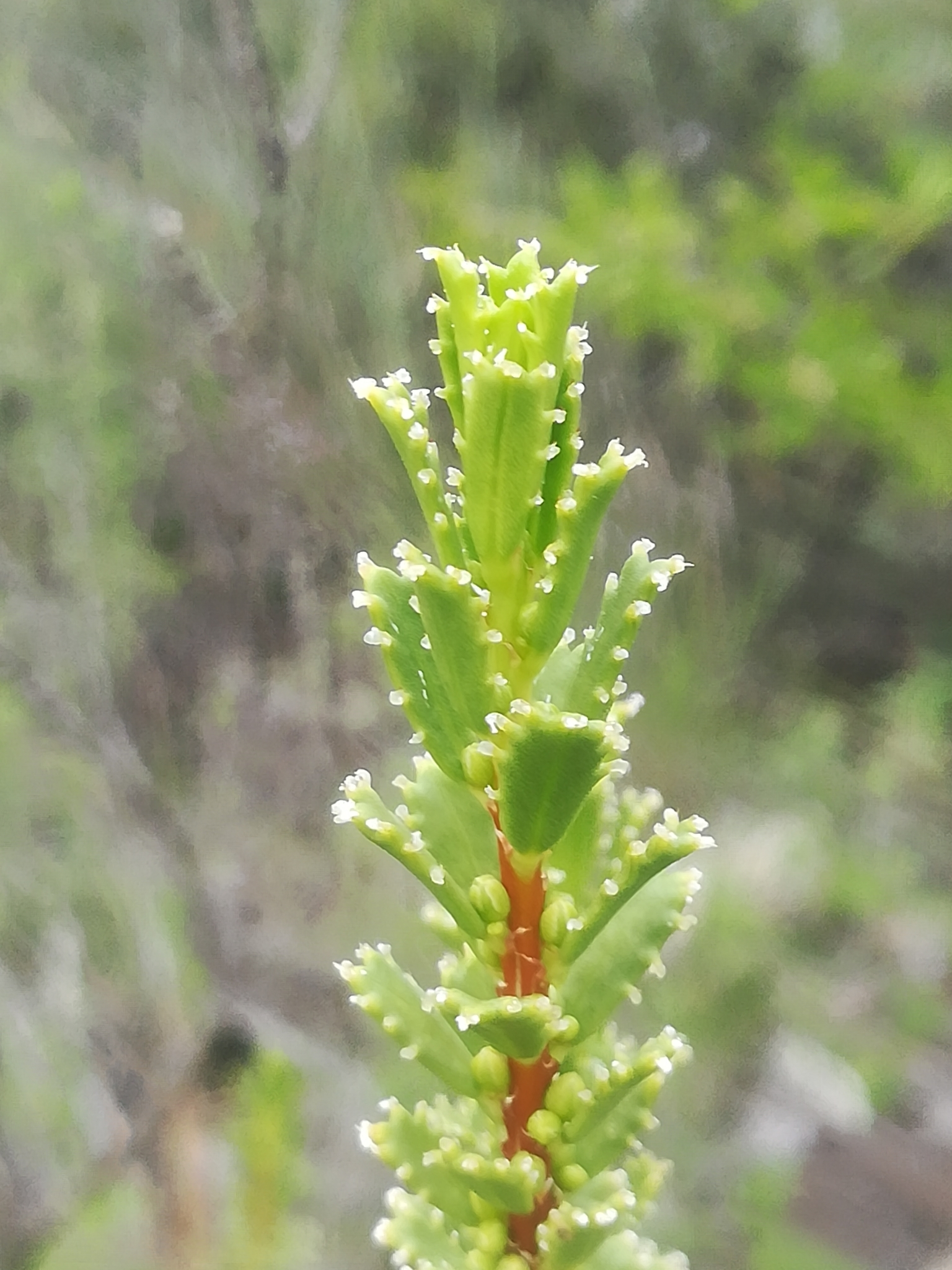
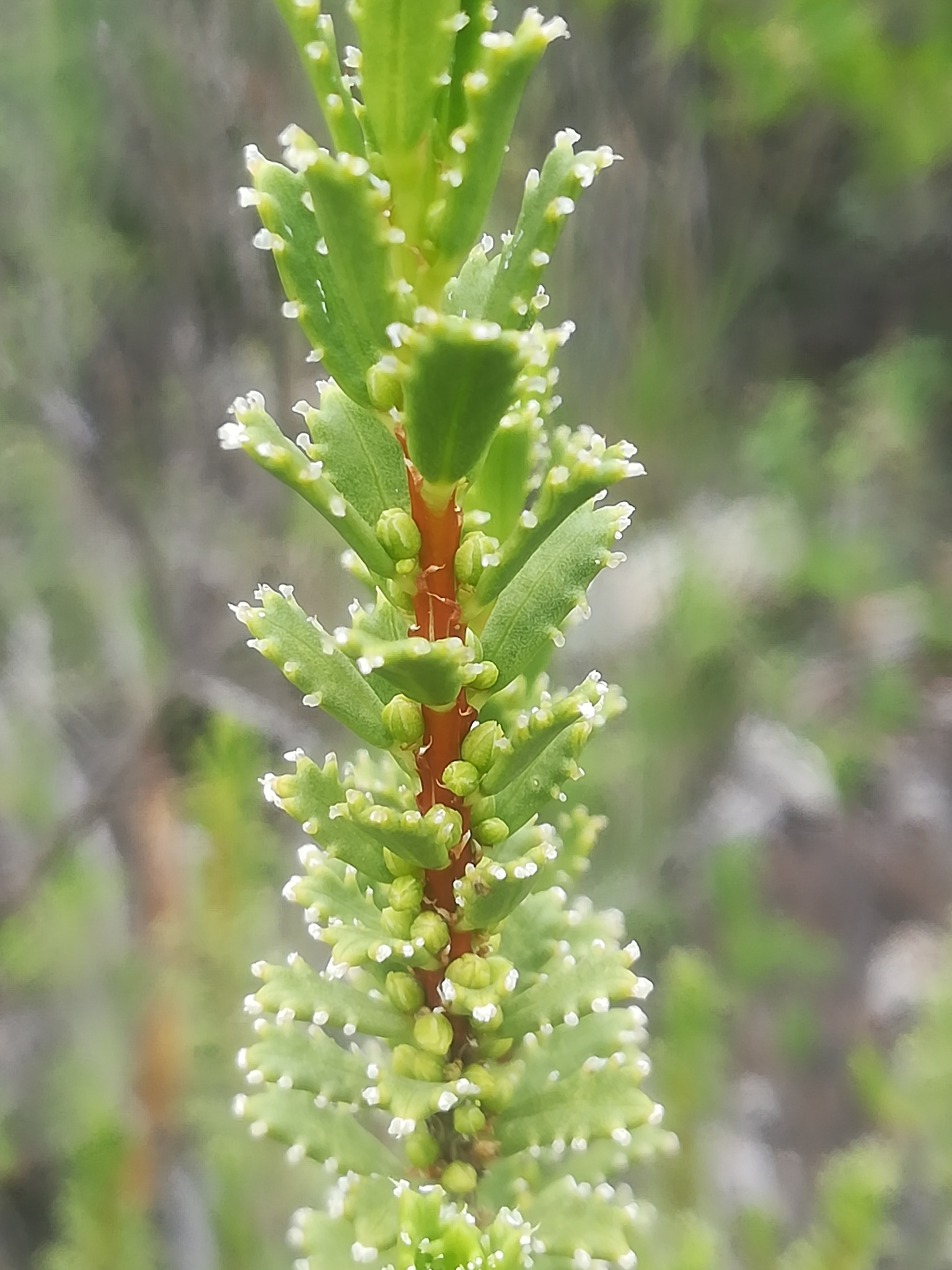
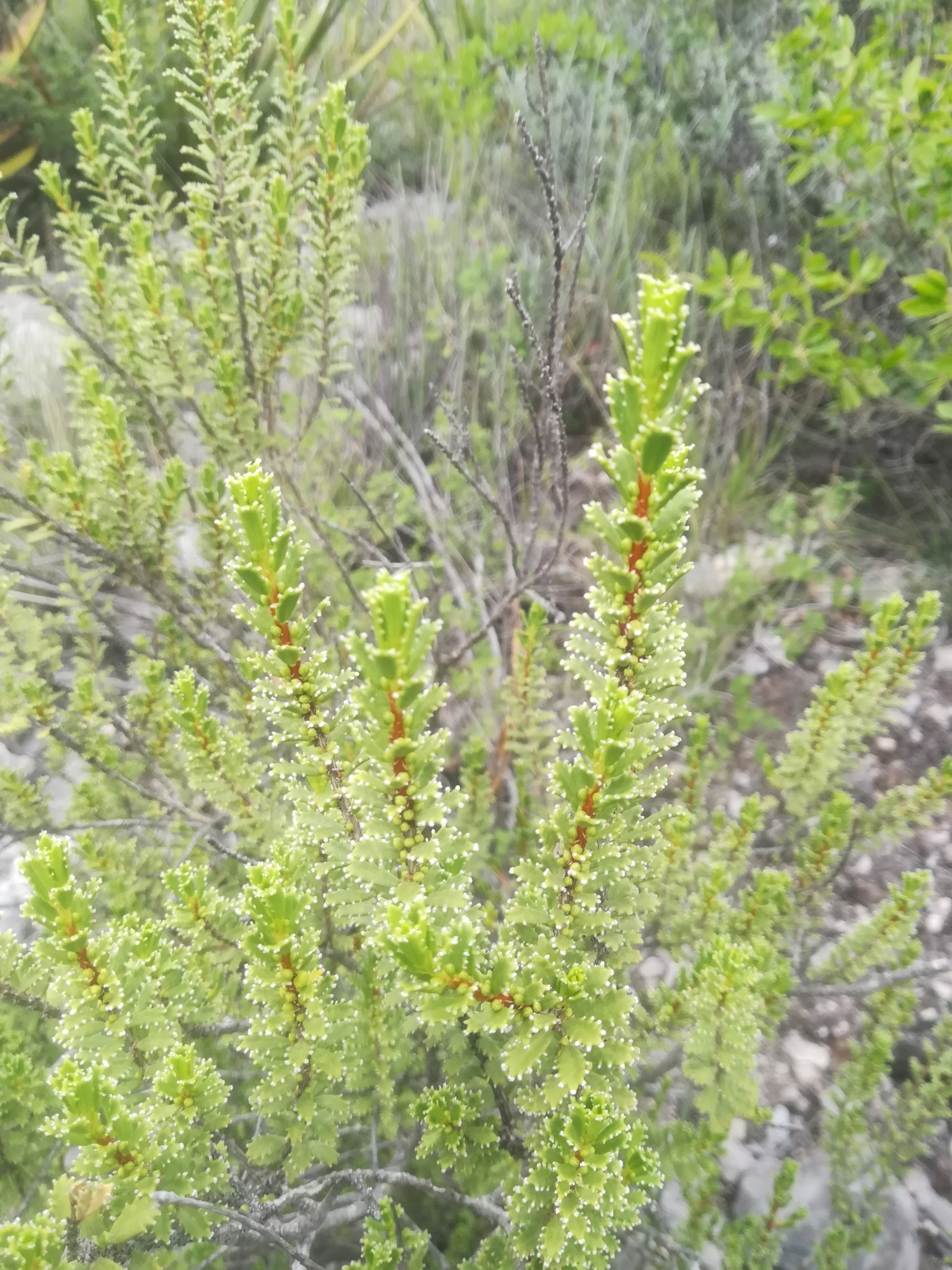
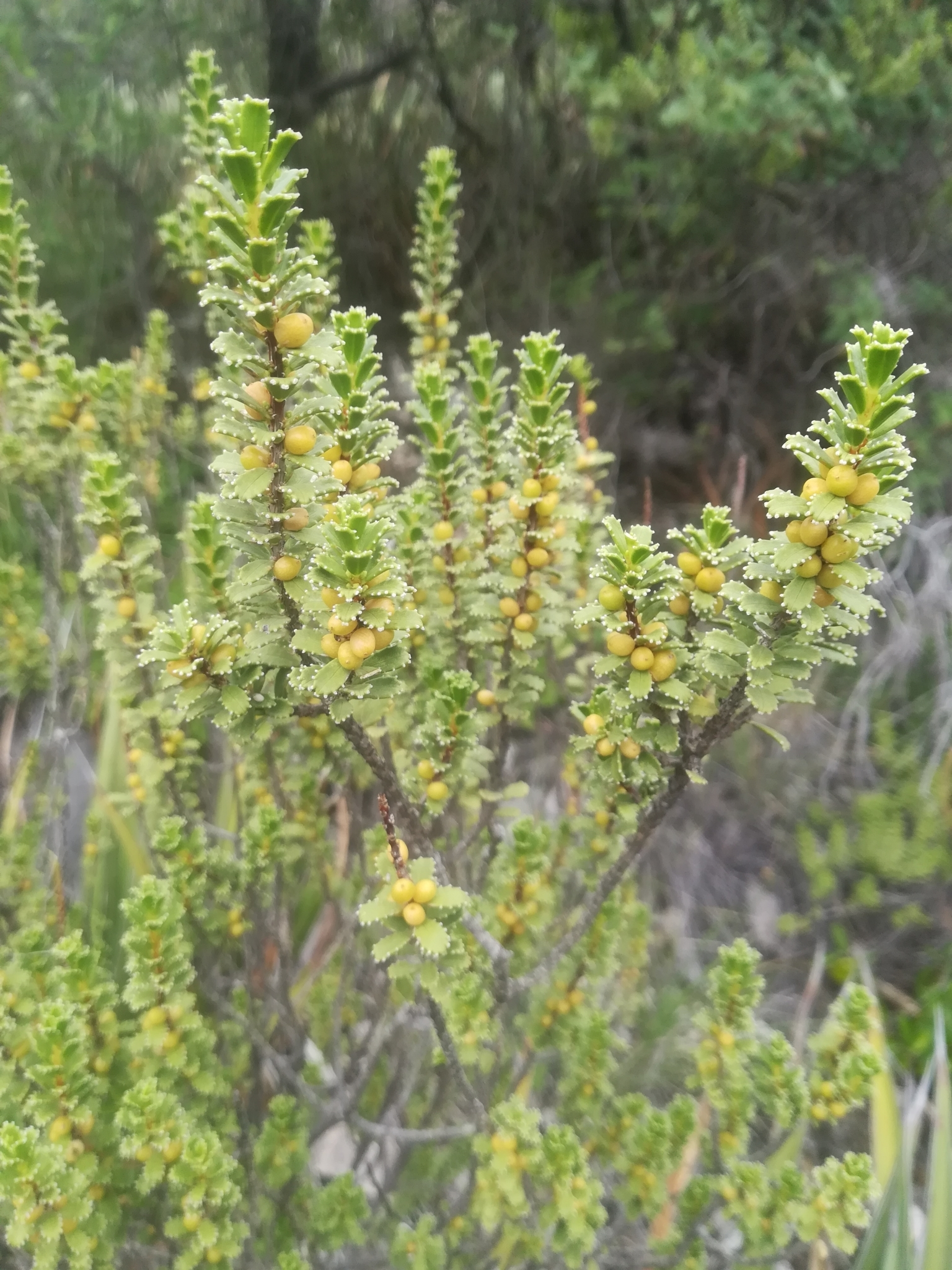